# کارلو داپورتو
کارلو داپورتو (انگلیسی: Carlo Dapporto؛ ۲۶ ژوئن ۱۹۱۱ – ۱ اکتبر ۱۹۸۹) یک هنرپیشه اهل ایتالیا بود. 
از فیلم‌ها یا برنامه‌های تلویزیونی که وی در آن نقش داشته است می‌توان به خانواده و یک توپ و یازده مرد، در پاسگاه پلیس رخ داد اشاره کرد.